# سی‌ساید (فلوریدا)
سی‌ساید (به انگلیسی: Seaside) یک منطقهٔ مسکونی در ایالات متحده آمریکا است که در شهرستان والتون، فلوریدا واقع شده‌است.